# N285 (België)
De N285 is een gewestweg die Asse met Hove verbindt. De route heeft een lengte van ongeveer 30 kilometer.De weg bevat 2x1 rijstroken en de maximumsnelheid is 70 km/h, 50 km/h in Edingen.
Deze steenweg was reeds een Romeinse heirbaan.

## Plaatsen langs de N285
- Asse
- Ternat
- Sint-Katherina-Lombeek
- Wambeek
- Borchtlombeek
- Eizeringen
- Gooik
- Leerbeek
- Kester
- Herfelingen
- Edingen
- Hove